# Kellie White
Kellie White (Nueva Gales del Sur, 15 de julio de 1991) es una exjugadora australiana de hockey sobre césped.

## Trayectoria
White debutó con su selección en el año 2011. En el Mundial de La Haya llegó a la final del campeonato, pero perdió la final ante Países Bajos y obtuvo el subcampeonato. Estuvo cerca de tener su primera participación olímpico en Río 2016, con la selección australiana, pero una lesión impidió su participación.